# Giải bóng đá vô địch quốc gia 2012 (kết quả chi tiết)
Dưới đây là lịch thi đấu và kết quả chi tiết các trận đấu của Giải bóng đá Vô địch Quốc gia 2012, có tên chính thức là Giải bóng đá Vô địch Quốc gia - Eximbank 2012 hay Giải bóng đá Ngoại hạng Eximbank 2012, với 14 câu lạc bộ tham dự.

## Vòng 1
| 31 tháng 12 năm 2011 | Hoàng Anh Gia Lai                                                                                                   | 3 – 1    | Vicem Hải Phòng                                                                                    | Pleiku, Gia Lai                                                      |  |
| 16:10                | Evaldo (10) 41' 68' · Owen Kasule (25) 70' · Đoàn Văn Sakda (4) 2' · Lê Văn Trương (3) 46' · Trần Ngọc Bảo (19) 65' | Chi tiết | Thiago Dos Santos (18) 77' · Thiago (18) 27' · Phạm Xuân Phú (22) 37' · Đinh Tiến Thành (31) 90+1' | Sân vận động: Pleiku Lượng khán giả: 3.000 Trọng tài: Hoàng Anh Tuấn |  |

| 31 tháng 12 năm 2011 | Becamex Bình Dương                                                             | 2 – 0    | Kienlongbank Kiên Giang                                                  | Thủ Dầu Một, Bình Dương                                               |  |
| 18:30                | Udo Fortune (9) 27' · Nguyễn Tăng Tuấn (18) 89' · Huỳnh Quang Thanh (20) 79' · | Chi tiết | Lê Quang Huy (5) 19' · Phạm Đặng Duy An (17) 62' · Friday Ibeji (11) 83' | Sân vận động: Bình Dương Lượng khán giả: 5.000 Trọng tài: Võ Minh Trí |  |

| 1 tháng 1 năm 2012 | Sông Lam Nghệ An                                           | 0 – 0    | Thanh Hóa             | Vinh, Nghệ An                                                                    |  |
| 16:20              | Bebbe Gustave Anicet (88) 38' · Nguyễn Quang Tình (17) 62' | Chi tiết | Lê Văn Thắng (10) 34' | Sân vận động: sân vận động Vinh Lượng khán giả: 8.000 Trọng tài: Phùng Đình Dũng |  |

| 1 tháng 1 năm 2012 | Navibank Sài Gòn                                                                                     | 2 – 2    | Sài Gòn | Thành phố Hồ Chí Minh                                                       |  |
| 16:10              | Bousou Vincent (10) 30' · Đặng Khánh Lâm (9) 64' · Đoàn Việt Cường (11) 54' · Đặng Khánh Lâm (9) 81' | Chi tiết | Oloya Moses (10) 12' · Nsi Amougou Jose (21) 43' · Nsi Amougou Jose (21) 43' · Trần Trọng Bình (17) 56' · Nguyễn Rogerio (15) 79' · Trương Đình Luật (20) 89' | Sân vận động: Thống Nhất Lượng khán giả: 10.000 Trọng tài: Nguyễn Trọng Thư |  |

| 1 tháng 1 năm 2012 | Hà Nội                                                                            | 0 – 1    | Hà Nội T&T | Hà Nội                                                              |  |
| 16:10              | Phạm Thành Lương (11) 42' · Nguyễn Xuân Thành (16) 56' · Nguyễn Quốc Hiền (6) 90' | Chi tiết | Cristiano R.Roland (5) 53' · Nguyễn Quốc Long (22) 25' · Nguyễn Văn Quyết (10) 39' · Cristiano R.Roland (5) 45+1' | Sân vận động: Hàng Đẫy Lượng khán giả: 3.000 Trọng tài: Vũ Bảo Linh |  |

| 1 tháng 1 năm 2012 | Xi măng The Vissai Ninh Bình                    | 2 – 2    | TĐCS Đồng Tháp | Thành phố Ninh Bình, Ninh Bình                                         |  |
| 16:10              | Mota Farias (11) 15' · Gustavo Dourado (10) 27' | Chi tiết | Felix Ajala (21) 36' · Sunday Ibeji (27) 45+1' · Gustavo (10) 33' · Lê Văn Duyệt (24) 45' · Nguyễn Gia Từ (26) 70' | Sân vận động: Ninh Bình Lượng khán giả: 5.000 Trọng tài: Đào Văn Cường |  |

| 1 tháng 1 năm 2012 | SHB Đà Nẵng | 3 – 2    | Khatoco Khánh Hòa                                                    | Đà Nẵng                                                                       |  |
| 16:20              | Nguyễn Minh Phương (7) 19' · Đoàn Hùng Sơn (22) 36' · Merlo (27) 66' · Nguyễn Ngọc Nguyên (39) 68' · Phạm Nguyên Sa (14) 75' · Châu Lê Phước Vĩnh (6) 88' | Chi tiết | Lê Tấn Tài (12) 33' · Lê Văn Tân (22) 78' · Justice Majabvi (28) 13' | Sân vận động: Chi Lăng Lượng khán giả: 8.000 Trọng tài: Bùi Thành Thanh Nghĩa |  |

## Vòng 2
| 7 tháng 1 năm 2012 | Vicem Hải Phòng                                        | 1 - 1    | Navibank Sài Gòn                                                                                                | Hải Phòng                                                               |  |
| 16:10              | Thiago Dos Santos (18) 90'+2 · Phạm Hoàng Đức (14) 34' | Chi tiết | Nguyễn Quang Hải (13) 38' · Lê Quang Long (15) 20' · Edison Fonseca (8) 45+1' · Nguyễn Thành Long Giang (5) 49' | Sân vận động: Lạch Tray Lượng khán giả: 18.000 Trọng tài: Võ Quang Vinh |  |

| 7 tháng 1 năm 2012 | TĐCS Đồng Tháp              | 0 - 1    | Sông Lam Nghệ An                                                                                                 | Cao Lãnh, Đồng Tháp                                                           |  |
| 16:10              | Felix Ghenge Ajala (21) 58' | Chi tiết | Dieng Cheikh Abass (23) 20' · Hetor Hughtun Kerin (7) 40' · Nguyễn Viết Nam (1) 71' · Nguyễn Quang Tình (17) 84' | Sân vận động: Cao Lãnh Lượng khán giả: 7.000 Trọng tài: Hoàng Phạm Công Khanh |  |

| 7 tháng 1 năm 2012 | Kienlongbank Kiên Giang | 3 - 2    | Hà Nội | Rạch Giá, Kiên Giang                                                      |  |
| 16:10              | Oseni Bolaji (30) 45'+1 · Akindele Abraham (68) 72' 85' · Trương Hoàng Vũ (21) 63' · Nguyễn Đại Đồng (19) 85' · Oseni Bolaji (30) 90+1' | Chi tiết | Brewah Aluspah (22) 37' · Anjembe Timothy (10) 90'+2 · Đinh Thanh Trung (7) 41' · Nguyễn Minh Phong (91) 65' · Nguyễn Quốc Hiền (6) 67' · Nguyễn Vũ Dương (19) 82' | Sân vận động: Kiên Giang Lượng khán giả: 6.000 Trọng tài: Bùi Quang Thông |  |

| 7 tháng 1 năm 2012 | Sài Gòn                                                | 1 - 1    | Hoàng Anh Gia Lai                                                                             | Thành phố Hồ Chí Minh                                                    |  |
| 18:30              | Kesley Huỳnh Alves (7) 90'+3 · Nguyễn Rogerio (15) 25' | Chi tiết | Trần Đức Dương (23) 36' · Trần Ngọc Bảo (19) 42' · Paulo E.Perreira (9) 58' · Evaldo (10) 62' | Sân vận động: Thống Nhất Lượng khán giả: 10.000 Trọng tài: Đinh Văn Dũng |  |

| 8 tháng 1 năm 2012 | Hà Nội T&T | 1 - 0    | Becamex Bình Dương        | Hà Nội                                                                  |  |
| 16:10              | Nguyễn Văn Quyết (10) 24' · Nguyễn Tiến Dũng (13) 32' · Võ Duy Nam (7) 75' · Samson Kayode Olaleye (39) 83' · Bùi Văn Hiếu (6) 90' | Chi tiết | Nguyễn Tăng Tuấn (18) 16' | Sân vận động: Hàng Đẫy Lượng khán giả: 4.000 Trọng tài: Nguyễn Phi Long |  |

| 8 tháng 1 năm 2012 | Thanh Hóa                                                            | 0 - 0    | SHB Đà Nẵng                                                                                       | Thành phố Thanh Hóa, Thanh Hóa                                           |  |
| 16:10              | Nguyễn Rogers (8) 30' · Lê Bật Hiếu (24) 67' · Ngô Anh Tuấn (18) 70' | Chi tiết | Nguyễn Ngọc Nguyên (39) 28' · Nguyễn Ngọc Thanh (9) 73' · Merlo (27) 85' · Võ Hoàng Quãng (5) 87' | Sân vận động: Thanh Hóa Lượng khán giả: 8.000 Trọng tài: Phùng Đình Dũng |  |

| 8 tháng 1 năm 2012 | Khatoco Khánh Hòa | 4 - 0    | Xi măng The Vissai Ninh Bình                                                        | Nha Trang, Khánh Hòa                                                   |  |
| 18:30              | Lê Văn Tân (22) 4' · Phạm Hữu Phát (8) 38' · Lê Tấn Tài (12) 66' · Justice Majabvi (28) 75' · Agostinho (31) 36' · Lê Văn Tân (22) 37' · Danh Hoàng Tuấn (26) 42' | Chi tiết | Sanogo Moussa (22) 10' · Ibrahim Abdul Razak (8) 22' · Rodrigo Mota Farias (11) 43' | Sân vận động: Nha Trang Lượng khán giả: 6.000 Trọng tài: Ngô Quốc Hưng |  |

## Vòng 3
| 14 tháng 1 năm 2012 | Thanh Hóa                   | 2 - 1    | Becamex Bình Dương                                    | Thành phố Thanh Hóa, Thanh Hóa                                            |  |
| 16:10               | Micheal Andrew (37) 49' 62' | Chi tiết | Brian Umony (79) 31' · Trần Chí Công (4) sau trận đấu | Sân vận động: Thanh Hóa Lượng khán giả: 6.000 Trọng tài: Nguyễn Trọng Thư |  |

| 14 tháng 1 năm 2012 | Kienlongbank Kiên Giang | 0 - 2    | Sài Gòn                        | Rạch Giá, Kiên Giang                                                    |  |
| 16:30               |                         | Chi tiết | Kesley Huỳnh Alves (7) 70' 95' | Sân vận động: Kiên Giang Lượng khán giả: 6.000 Trọng tài: Võ Quang Vinh |  |

| 14 tháng 1 năm 2012 | Hà Nội                                                        | 4 - 1    | Khatoco Khánh Hòa                                        | Hà Nội                                                                  |  |
| 16:10               | Anjembe Timothy (10) 41' 80' · ; Đinh Thanh Trung (7) 45' 82' | Chi tiết | Agostinho (31) 62' · Trần Văn Học (4) 79' · Ferreira 86' | Sân vận động: Hàng Đẫy Lượng khán giả: 1.000 Trọng tài: Bùi Quang Thông |  |

| 14 tháng 1 năm 2012 | SHB Đà Nẵng                                                                                      | 4 - 1    | Hoàng Anh Gia Lai       | Đà Nẵng                                                                       |  |
| 16:00               | Đoàn Hùng Sơn (22) 42' · Nguyễn Ngọc Thanh (9) 45'+1 · Merlo (27) 54' · Alexander Prent (11) 72' | Chi tiết | Trần Đức Dương (23) 59' | Sân vận động: Chi Lăng Lượng khán giả: 5.000 Trọng tài: Hoàng Phạm Công Khanh |  |

| 15 tháng 1 năm 2012 | Vicem Hải Phòng            | 1 - 1    | TĐCS Đồng Tháp              | Hải Phòng                                                                |  |
| 16:10               | Kavin Elroy Bryan (10) 86' | Chi tiết | Felix Gbenga Ajala (21) 43' | Sân vận động: Lạch Tray Lượng khán giả: 9.000 Trọng tài: Trần Trung Hiếu |  |

| 15 tháng 1 năm 2012 | Sông Lam Nghệ An                                         | 2 - 2    | Hà Nội T&T                                                                            | Vinh, Nghệ An                                                                |  |
| 16:10               | Hector H.Kerin (7) 24' · Bebbe Gustave Anicet (88) 90'+1 | Chi tiết | Samson Kayode Olaleye (39) 35' · Võ Duy Nam (7) 15' 81' · Nguyễn Văn Quyết (10) 90'+3 | Sân vận động: sân vận động Vinh Lượng khán giả: 9.000 Trọng tài: Vũ Bảo Linh |  |

| 15 tháng 1 năm 2012 | Navibank Sài Gòn                                                                                    | 1 - 2    | Xi măng The Vissai Ninh Bình                                                  | Thành phố Hồ Chí Minh                                                   |  |
| 18:30               | Ricardo Alves (21) 84' · Lê Quang Long (15) 38' · Boussou Vincent (16) 42' · Edison Fonseca (8) 79' | Chi tiết | Sanogo Moussa (22) 59' 88' · Lê Ngọc Lung (6) 41' · Nguyễn Mạnh Dũng (25) 74' | Sân vận động: Thống Nhất Lượng khán giả: 6.000 Trọng tài: Ngô Quốc Hưng |  |

## Vòng 4
| 4 tháng 2 năm 2012 | Hoàng Anh Gia Lai      | 0 - 2    | Navibank Sài Gòn                                                         | Pleiku, Gia Lai                                                     |  |
| 16:10              | Bùi Xuân Hiếu (21) 82' | Chi tiết | Edison Fonseca (8) 50' · Ricardo Alves (21) 61' · Nguyễn Thế Anh (1) 73' | Sân vận động: Pleiku Lượng khán giả: 7.000 Trọng tài: Nguyễn Đức Vũ |  |

| 4 tháng 2 năm 2012 | Xi măng The Vissai Ninh Bình                                                                            | 1 - 0    | Thanh Hóa            | Thành phố Ninh Bình, Ninh Bình                                         |  |
| 16:10              | Gustavo Dourado (10) 38' · Mai Tiến Thành (7) 10’' · Ibrahim A.Razak (8) 25' · Gustavo Dourado (10) 78' | Chi tiết | Mai Xuân Hợp (5) 70' | Sân vận động: Ninh Bình Lượng khán giả: 5.000 Trọng tài: Võ Quang Vinh |  |

| 4 tháng 2 năm 2012 | Sài Gòn                                                                              | 4 - 0    | Vicem Hải Phòng                                                               | Thành phố Hồ Chí Minh                                                     |  |
| 18:30              | Nsi Amougou Jose (21) 43' 77' · Antonio Carlos (9) 85' 89' · Antonino Carlos (9) 56' | Chi tiết | Bùi Trọng Nghĩa (3) 35' 36' · Nguyễn Minh Châu (6) 56' · Từ Hữu Phước (4) 34' | Sân vận động: Thống Nhất Lượng khán giả: 8.000 Trọng tài: Phùng Đình Dũng |  |

| 5 tháng 2 năm 2012 | TĐCS Đồng Tháp | 3 - 1    | Khatoco Khánh Hòa                                                                                | Cao Lãnh, Đồng Tháp                                                    |  |
| 16:10              | Nguyễn Thanh Hiền (22) 36' · Felix G.Ajala (21) 54' 86' · Hoàng Hải Dương (18) 9' · Trần Minh Lợi (19) 33' · Nguyễn Hải Anh (23) 38' · Sydney Plaatjies (28) 46' · Nguyễn Văn Hậu (14) 89' | Chi tiết | Agostinho (31) 90' · Danh Hoàng Tuấn (26) 52' · Trần Thanh Tuấn (21) 55' · Issifu Ansah (18) 59' | Sân vận động: Cao Lãnh Lượng khán giả: 5,000 Trọng tài: Hoàng Anh Tuấn |  |

| 5 tháng 2 năm 2012 | Hà Nội T&T                                             | 2 - 1    | Kienlongbank Kiên Giang                                                          | Hà Nội                                                                   |  |
| 16:10              | Nguyễn Văn Quyết (10) 58' 90+3' · Bùi Văn Hiếu (6) 28' | Chi tiết | Phạm Đặng Duy An (17) 89' · Hoàng Ngọc Linh (18) 34' · Phạm Đặng Duy An (17) 76' | Sân vận động: Hàng Đẫy Lượng khán giả: 5,000 Trọng tài: Nguyễn Trọng Thư |  |

| 5 tháng 2 năm 2012 | Becamex Bình Dương                                                                                          | 3 - 1    | Hà Nội                                         | Thủ Dầu Một, Bình Dương                                               |  |
| 16:00              | Undo Fortune (9) 14' · Nguyễn Tăng Tuấn (18) 21' 69' · Phạm Minh Đức (38) 27' · Nguyễn Hữu Thắng (14) 90+1' | Chi tiết | Anjembe Timothy (10) 8' · Lê Công Vinh (9) 67' | Sân vận động: Bình Dương Lượng khán giả: 8,000 Trọng tài: Võ Minh Trí |  |

| 5 tháng 2 năm 2012 | SHB Đà Nẵng                                                              | 1 - 1    | Sông Lam Nghệ An | Đà Nẵng                                                                |  |
| 16:00              | Merlo Gaston (27) 88' · Phan Thanh Hưng (19) 39' · Merlo Gaston (27) 66' | Chi tiết | Hector H.Kerin (7) 55' · Nguyễn Quang Tình (17) 5' · Nguyễn Ngọc Anh (11) 68' · Hồ Ngọc Luận (5) 90' · Phạm Văn Quyến (10) 90' | Sân vận động: Chi Lăng Lượng khán giả: 15.000 Trọng tài: Ngô Quốc Hưng |  |

## Vòng 5
| 11 tháng 2 năm 2012 | Hoàng Anh Gia Lai                                                                           | 2 - 1 | Hà Nội | Pleiku                                           |  |
| 16:10               | Evaldo (10) 40' · Paulo Ferreira (9) 65' · Dương Văn Pho (29) 30' · Trịnh Duy Quang (2) 33' |       | Anjembe Thimothy (10) 13' · Anjembe Thimothy (10) 30' · Phạm Thành Lương (11) 72' · Trần Trọng Lộc (8) 81' | Lượng khán giả: 7,000 Trọng tài: Phùng Quốc Quân |  |

| 11 tháng 2 năm 2012 | Hà Nội T&T                                                                                       | 3 - 2    | Thanh Hóa                                                                                         | Hà Nội                                                                |  |
| 16:10               | Gonzalo (20) 23' · Nguyễn Ngọc Duy (21) 40' 55' · Võ Duy Nam (7) 31' · Nguyễn Văn Quyết (10) 76' | Chi tiết | Sunday (80) 29' · Micheal Aldrew (37) 90+4' · Hoàng Tuấn Anh (17) 76' · Nguyễn Huy Cường (32) 89' | Sân vận động: Hàng Đẫy Lượng khán giả: 4.000 Trọng tài: Đào Văn Cường |  |

| 11 tháng 2 năm 2012 | Xi măng The Vissai Ninh Bình                                                                | 2 - 0    | Vicem Hải Phòng                                    | Thành phố Ninh Bình, Ninh Bình                                                 |  |
| 16:10               | Mai Tiến Thành (7) 56' · Gustavo (10) 75' · Đặng Văn Thành (18) 35' · Lê Văn Duyệt (24) 61' | Chi tiết | Đinh Tiến Thành (31) 52' · Phạm Hoàng Đức (14) 82' | Sân vận động: Ninh Bình Lượng khán giả: 5.000 Trọng tài: Hoàng Phạm Công Khanh |  |

| 11 tháng 2 năm 2012 | Becamex Bình Dương        | 0 - 0    | Sông Lam Nghệ An                              | Thủ Dầu Một, Bình Dương                                                  |  |
| 18:30               | Nguyễn Anh Đức (11) 45+1' | Chi tiết | Hector H.Kerin (7) 29' · Hồ Ngọc Luận (5) 54' | Sân vận động: Bình Dương Lượng khán giả: 19.500 Trọng tài: Nguyễn Đức Vũ |  |

| 12 tháng 2 năm 2012 | TĐCS Đồng Tháp | 3 - 1    | Navibank Sài Gòn                                                                  | Cao Lãnh, Đồng Tháp                                                      |  |
| 16:10               | Felix Gbenga Ajala (21) 26' 68' · Hodges Devon Derron (45) 31' · Trần Minh Lợi (19) 48' · Trương Văn Hùng (15) 90+2' | Chi tiết | Cao Quang Hướng (22) 90+4' · Nguyễn Quang Hải (13) 55' · Cao Quang Hướng (22) 88' | Sân vận động: Cao Lãnh Lượng khán giả: 10.000 Trọng tài: Trần Trung Hiếu |  |

| 12 tháng 2 năm 2012 | Khatoco Khánh Hòa                                 | 1 - 0    | Kienlongbank Kiên Giang                           | Nha Trang, Khánh Hòa                                                      |  |
| 16:10               | Justice Majabvi (28) 74' · Đào Văn Phong (15) 68' | Chi tiết | Phan Tiến Hoài (8) 31' · Huỳnh Hải Thịnh (20) 63' | Sân vận động: Nha Trang Lượng khán giả: 12.000 Trọng tài: Nguyễn Văn Kiên |  |

| 12 tháng 2 năm 2012 | Sài Gòn                                                                   | 2 - 1    | SHB Đà Nẵng                                              | Thành phố Hồ Chí Minh                                                   |  |
| 18:30               | Kesley Huỳnh Alves (7) 33' · Antonio Carlos (9) 44' · Hồ Ngọc Huy (8) 37' | Chi tiết | Klechkaroski Nicolche (8) 60' · Alexander Prent (11) 20' | Sân vận động: Thống Nhất Lượng khán giả: 9.000 Trọng tài: Đinh Văn Dũng |  |

## Vòng 6
| 18 tháng 2 năm 2012 | Sông Lam Nghệ An                                                                                           | 2 - 0    | Hoàng Anh Gia Lai      | Vinh, Nghệ An                                                                  |  |
| 16:10               | Hector H.Kerin (7) 2' · Nguyễn Trọng Hoàng (9) 90+1' · Hoàng Văn Bình (22) 45' · Nguyễn Hồng Việt (21) 70' | Chi tiết | Dương Văn Pho (29) 90' | Sân vận động: sân vận động Vinh Lượng khán giả: 6.000 Trọng tài: Võ Quang Vinh |  |

| 18 tháng 2 năm 2012 | Thanh Hóa                                                                 | 1 - 1    | Sài Gòn                                                                     | Thành phố Thanh Hóa, Thanh Hóa                                           |  |
| 16:10               | Lê Quốc Phương (19) 59' · Vũ Thành Luân (15) 9' · Lê Quốc Phương (19) 73' | Chi tiết | Nsi Amougou Jose (21) 49' · Nsi Amougou Jose (21) 69' · Hồ Ngọc Huy (8) 76' | Sân vận động: Thanh Hóa Lượng khán giả: 6.000 Trọng tài: Phùng Đình Dũng |  |

| 18 tháng 2 năm 2012 | Navibank Sài Gòn                              | 0 - 1    | Becamex Bình Dương       | Thành phố Hồ Chí Minh                                                 |  |
| 18:30               | Đặng Ngọc Tùng (11) 57' · Oloya Moes (10) 80' | Chi tiết | Trương Huỳnh Phú (19) 6' | Sân vận động: Thống Nhất Lượng khán giả: 5.000 Trọng tài: Vũ Bảo Linh |  |

| 19 tháng 2 năm 2012 | Vicem Hải Phòng                                                                                   | 3 - 1    | Khatoco Khánh Hòa                                                                                  | Hải Phòng                                                                |  |
| 16:10               | Đồng Đức Thắng (15) 26' · Fagan (11) 42' 82' · Nguyễn Văn Nam (29) 35' · Nguyễn Minh Châu (6) 76' | Chi tiết | Đào Văn Phong (15) 11' 33' (2TV) · Agostinho (31) 36' · Lê Văn Tân (22) 60' · Trần Văn Học (4) 84' | Sân vận động: Lạch Tray Lượng khán giả: 13.000 Trọng tài: Hoàng Anh Tuấn |  |

| 19 tháng 2 năm 2012 | Kienlongbank Kiên Giang                              | 0 - 0    | Xi măng The Vissai Ninh Bình | Rạch Giá, Kiên Giang                                                  |  |
| 16:10               | Nguyễn Văn Tuân (22) 67' · Phạm Đặng Duy An (17) 87' | Chi tiết |                              | Sân vận động: Kiên Giang Lượng khán giả: 5.000 Trọng tài: Võ Minh Trí |  |

| 19 tháng 2 năm 2012 | Hà Nội                                                                                                | 2 - 1    | TĐCS Đồng Tháp                                                                          | Hà Nội                                                                  |  |
| 16:10               | Lê Công Vinh (9) 62' · Anjembe Timothy (10) 70' · Nguyễn Đại Đồng (19) 43' · Anjembe Timothy (10) 54' | Chi tiết | Felix Gbenga Ajala (21) 25' · Felix Gbenga Ajala (21) 7' · Hodges Devon Derron (45) 31' | Sân vận động: Hàng Đẫy Lượng khán giả: 3.000 Trọng tài: Nguyễn Văn Đông |  |

| 19 tháng 2 năm 2012 | SHB Đà Nẵng | 2 - 0    | Hà Nội T&T                                            | Đà Nẵng                                                                        |  |
| 18:30               | Klechkaroski Nicolche (8) 60' · Merlo S.Gaston (27) 78' · Huỳnh Quốc Anh (32) 16' · Phan Thanh Hưng (19) 31' · Krisztian Timar (20) 35' · Nguyễn Ngọc Nguyên (39) 64' | Chi tiết | Gonzalo Maronkle (20) 8' · Nguyễn Xuân Dương (26) 88' | Sân vận động: Chi Lăng Lượng khán giả: 12.000 Trọng tài: Bùi Thành Thanh Nghĩa |  |

## Vòng 7
| 25 tháng 2 năm 2012 | Vicem Hải Phòng                                      | 2 - 2    | Sông Lam Nghệ An                                                           | Hải Phòng                                                                 |  |
| 16:10               | Andre Diego Fagan (11) 46' · Hoàng Đình Tùng (2) 83' | Chi tiết | Bebbe Gustave Anicet (88) 19' · Nguyễn Hồng Việt (21) 74' · Hector (7) 49' | Sân vận động: Lạch Tray Lượng khán giả: 18.000 Trọng tài: Trần Trung Hiếu |  |

| 25 tháng 2 năm 2012 | Kienlongbank Kiên Giang                             | 2 - 3    | Hoàng Anh Gia Lai                                                                                        | Rạch Giá, Kiên Giang                                                      |  |
| 16:10               | Oseni Bolaji (30) 20' 79' · Huỳnh Tấn Đức (6) 45+1' | Chi tiết | Paulo Ernesto Perreira (9) 46' · Lê Văn Trương (3) 70' · Evalo Goncaves (10) 77' · Basley Akpan (18) 23' | Sân vận động: Kiên Giang Lượng khán giả: 6.000 Trọng tài: Nguyễn Phi Long |  |

| 25 tháng 2 năm 2012 | Khatoco Khánh Hòa                                                                       | 2 - 2    | Sài Gòn                                                                                          | Nha Trang, Khánh Hòa                                                        |  |
| 16:10               | Jose Pereira Andrare (17) 31' 59' · Justice Majabvi (28) 36' · Trần Thanh Tuấn (21) 70' | Chi tiết | Nsi Amougou Jose (21) 5' · Kesley Huỳnh Alves (7) 72' · Lê Tostao (22) 64' · Hồ Ngọc Huy (8) 87' | Sân vận động: Nha Trang Lượng khán giả: 12.000 Trọng tài: Nguyễn Trung Kiên |  |

| 25 tháng 2 năm 2012 | Navibank Sài Gòn                                                                    | 2 - 0    | Thanh Hóa | Thành phố Hồ Chí Minh                                                      |  |
| 18:30               | Lương Văn Được Em (17) 57' · Nguyễn Quang Hải (13) 72' · Đoàn Việt Cường (11) 45+1' | Chi tiết | Lemessa Fikru Teferra (36) 35' · Trịnh Phong Thu (14) 36' · Lê Quốc Phương (19) 67' · Mai Xuân Hợp (5) 50' · Lê Bật Hiếu (24) 10' | Sân vận động: Thống Nhất Lượng khán giả: 5.000 Trọng tài: Nguyễn Trọng Thư |  |

| 26 tháng 2 năm 2012 | Xi măng The Vissai Ninh Bình                                                                                  | 2 - 2    | Hà Nội T&T | Thành phố Ninh Bình, Ninh Bình                                           |  |
| 16:10               | Rodrigo Mota Farias (11) 49' 52' · Lê Văn Duyệt (24) 13' · Gustavo (10) 88' · Ibrahim Abdul Razak (8) 67' 77' | Chi tiết | Samson Kayode (39) 6' · Gonzalo (20) 90' · Cristiano Rocha Roland (5) 20' · Nguyễn Quốc Long (22) 36' · Samson Kayode (39) 77' · Lê Văn Lâm (4) 48' 90' | Sân vận động: Ninh Bình Lượng khán giả: 3.500 Trọng tài: Nguyễn Văn Đông |  |

| 26 tháng 2 năm 2012 | Hà Nội | 3 - 3    | SHB Đà Nẵng | Hà Nội                                                                |  |
| 16:10               | Lê Công Vinh (9) 25' · Anjembe Timothy (10) 27' · Phạm Thành Lương (11) 76' · Lê Công Vinh (9) 43' · Nguyễn Công Minh (34) 47' · Phạm Thành Lương (11) 85' · Trần Đình Hưng (28) 86' · Trần Trọng Lộc (8) 90+4' | Chi tiết | Huỳnh Quốc Anh (32) 19' · Merlo S.Gaston (27) 32' 37' · Châu Lê Phước Vĩnh (6) 60' · Phan Thanh Hưng (19) 67' · Phạm Nguyên Sa (14) 82' · Phan Duy Lam (21) 26' 58' | Sân vận động: Hàng Đẫy Lượng khán giả: 5.000 Trọng tài: Ngô Quốc Hưng |  |

| 26 tháng 2 năm 2012 | TĐCS Đồng Tháp                                   | 0 - 0    | Becamex Bình Dương                                                              | Cao Lãnh, Đồng Tháp                                                   |  |
| 18:30               | Dương Thanh Hào (2) 48' · Trần Minh Lợi (19) 58' | Chi tiết | Nguyễn Anh Đức (11) 54' · Nguyễn Việt Thắng (8) 68' · Danny Van Barkel (83) 72' | Sân vận động: Cao Lãnh Lượng khán giả: 9.000 Trọng tài: Nguyễn Đức Vũ |  |

## Vòng 8
| 2 tháng 3 năm 2012 | Sông Lam Nghệ An                | 2 - 2    | Kienlongbank Kiên Giang                          | Vinh, Nghệ An                                                                  |  |
| 16:10              | Dieng Cheikh Abass (23) 56' 88' | Chi tiết | Lương Minh Trung (12) 2' · Oseni Bolaji (30) 86' | Sân vận động: sân vận động Vinh Lượng khán giả: 8.000 Trọng tài: Đào Văn Cường |  |

| 2 tháng 3 năm 2012 | Khatoco Khánh Hòa                                                            | 3 - 0    | Navibank Sài Gòn | Nha Trang, Khánh Hòa                                                    |  |
| 16:10              | Trần Thanh Tuấn (21) 35' · Lê Hữu Chương (11) 43' · Justice Majabvi (28) 54' | Chi tiết |                  | Sân vận động: Nha Trang Lượng khán giả: 5.000 Trọng tài: Đinh Hải Dương |  |

| 3 tháng 3 năm 2012 | Thanh Hóa                                                                         | 3 - 5    | Hà Nội | Thành phố Thanh Hóa, Thanh Hóa                                       |  |
| 16:10              | Sunday Emmanuel (80) 37' · Dasilva Ramos Gilmar (9) 45' · Micheal Andrew (37) 77' | Chi tiết | Lê Công Vinh (9) 13' 90'+4 · Ezeocha O.Ambrose (24) 58' · Anjembe Timothy (10) 66' · Phan Thanh Vân (3) 82' | Sân vận động: Thanh Hóa Lượng khán giả: 9.000 Trọng tài: Vũ Bảo Linh |  |

| 3 tháng 3 năm 2012 | Becamex Bình Dương       | 1 - 2    | SHB Đà Nẵng                                       | Thủ Dầu Một, Bình Dương                                                          |  |
| 18:30              | Kubheka Philani (10) 53' | Chi tiết | Huỳnh Quốc Anh (32) 70' · Merlo S.Gaston (27) 77' | Sân vận động: Bình Dương Lượng khán giả: 18.000 Trọng tài: Bùi Thành Thanh Nghĩa |  |

| 4 tháng 3 năm 2012 | Hoàng Anh Gia Lai                                  | 2 - 1    | Xi măng The Vissai Ninh Bình | Pleiku, Gia Lai                                                             |  |
| 16:10              | Trần Đức Dương (23) 22' · Evaldo Goncaves (10) 75' | Chi tiết | Sanogo Moussa (22) 11'       | Sân vận động: Pleiku Lượng khán giả: 9.000 Trọng tài: Hoàng Phạm Công Khanh |  |

| 4 tháng 3 năm 2012 | Hà Nội T&T                                         | 2 - 1    | Vicem Hải Phòng         | Hà Nội                                                                |  |
| 16:10              | Samson Kayode (39) 18' · Nguyễn Văn Quyết (10) 52' | Chi tiết | Hoàng Đình Tùng (2) 88' | Sân vận động: Hàng Đẫy Lượng khán giả: 7.000 Trọng tài: Đinh Văn Dũng |  |

| 4 tháng 3 năm 2012 | Sài Gòn                                                | 3 - 1    | TĐCS Đồng Tháp          | Thành phố Hồ Chí Minh                                                      |  |
| 18:30              | Kesley Huỳnh Alves (7) 9' 19' · Antonio Carlos (9) 74' | Chi tiết | Nguyễn Văn Mộc (11) 35' | Sân vận động: Thống Nhất Lượng khán giả: 10.000 Trọng tài: Phùng Quốc Quân |  |

## Vòng 9
| 10 tháng 3 năm 2012 | Hoàng Anh Gia Lai | 0 - 0 | Khatoco Khánh Hòa | Pleiku, Gia Lai                                                             |  |
| 16:10               |                   |       | Hữu Phát 57' 66'  | Sân vận động: Pleiku Lượng khán giả: 9.000 người Trọng tài: Nguyễn Phi Long |  |

| 10 tháng 3 năm 2012 | SHB Đà Nẵng                   | 2 - 2 | Kienlongbank Kiên Giang              | Đà Nẵng                                                                       |  |
| 16:10               | Quốc Anh 16' · Thanh Hưng 72' |       | Oseni 14', 90+5' · Quang Huy 72' 78' | Sân vận động: Chi Lăng Lượng khán giả: 10.000 người Trọng tài: Hoàng Anh Tuấn |  |

| 10 tháng 3 năm 2012 | Hà Nội T&T | 1 - 1 | TĐCS Đồng Tháp | Hà Nội                                                                      |  |
| 16:10               | Kayode 51' |       | Minh Lợi 82'   | Sân vận động: Hàng Đẫy Lượng khán giả: 3.000 người Trọng tài: NGuyễn Đức Vũ |  |

| 10 tháng 3 năm 2012 | Sài Gòn                        | 2 - 0 | Hà Nội | Thành phố Hồ Chí Minh                                                            |  |
| 18:30               | Carlos 11' · Alves 33' (ph.đ.) |       |        | Sân vận động: Thống Nhất Lượng khán giả: 12.000 người Trọng tài: Nguyễn Văn Kiên |  |

| 11 tháng 3 năm 2012 | Thanh Hóa                                   | 3 - 0 | Vicem Hải Phòng | Thành phố Thanh Hóa, Thanh Hóa                                             |  |
| 16:00               | Quốc Phương 45' · Gilmar 66' · Mensah 90+2' |       |                 | Sân vận động: Thanh Hóa Lượng khán giả: 9.000 người Trọng tài: Võ Minh Trí |  |

| 11 tháng 3 năm 2012 | Becamex Bình Dương               | 3 - 1 | Xi măng The Vissai Ninh Bình | Thủ Dầu Một, Bình Dương                                                         |  |
| 17:00               | Tăng Tuấn 31' · Anh Đức 49', 50' |       | Sanogo 9'                    | Sân vận động: Bình Dương Lượng khán giả: 9.000 người Trọng tài: Phùng Đình Dũng |  |

| 11 tháng 3 năm 2012 | Sông Lam Nghệ An         | 1 - 1 | Navibank Sài Gòn | Vinh, Nghệ An                                                                           |  |
| 17:00               | Hector 3' · Sơn Hà 90+2' |       | Văn Nghĩa 62'    | Sân vận động: sân vận động Vinh Lượng khán giả: 10.000 người Trọng tài: Trần Trung Hiếu |  |

## Vòng 10
| 16 tháng 3 năm 2012 | Hà Nội | 0 - 0 | Sông Lam Nghệ An | Hà Nội                                                                      |  |
| 16:10               |        |       |                  | Sân vận động: Hàng Đẫy Lượng khán giả: 6.000 người Trọng tài: Võ Quang Vinh |  |

| 16 tháng 3 năm 2012 | Navibank Sài Gòn                            | 3 - 1 | SHB Đà Nẵng                | Thành phố Hồ Chí Minh                                                         |  |
| 18:30               | Khánh Lâm 14' · Fonseca 40' · Duy Khanh 82' |       | Phan Thanh Hưng (19) 45+1' | Sân vận động: Thống Nhất Lượng khán giả: 5.000 người Trọng tài: Đào Văn Cường |  |

| 17 tháng 3 năm 2012 | Vicem Hải Phòng | 0 - 1 | Becamex Bình Dương | Hải Phòng                                                                       |  |
| 16:10               |                 |       | Anh Đức 6'         | Sân vận động: Lạch Tray Lượng khán giả: 11.000 người Trọng tài: Phùng Đình Dũng |  |

| 17 tháng 3 năm 2012 | Kienlongbank Kiên Giang | 0 - 0 | Thanh Hóa | Rạch Giá, Kiên Giang                                                                  |  |
| 16:00               | Oseni 90+4'             |       |           | Sân vận động: Kiên Giang Lượng khán giả: 6.000 người Trọng tài: Hoàng Phạm Công Khanh |  |

| 17 tháng 3 năm 2012 | Khatoco Khánh Hòa | 1 - 1 | Hà Nội T&T    | Nha Trang, Khánh Hòa                                                                 |  |
| 18:30               | Filho 38'         |       | Marronkle 70' | Sân vận động: Nha Trang Lượng khán giả: 9.000 người Trọng tài: Bùi Thành Thanh Nghĩa |  |

| 18 tháng 3 năm 2012 | Xi măng The Vissai Ninh Bình                       | 2 - 0 | Sài Gòn           | Thành phố Ninh Bình, Ninh Bình                                               |  |
| 16:10               | Văn Thành 57' · Tiến Thành 81' · Danh Ngọc 78' 87' |       | Đình Luật 29' 75' | Sân vận động: Ninh Bình Lượng khán giả: 7.000 người Trọng tài: Ngô Quốc Hưng |  |

| 18 tháng 3 năm 2012 | TĐCS Đồng Tháp | 0 - 0 | Hoàng Anh Gia Lai | Cao Lãnh, Đồng Tháp                                                            |  |
| 16:10               |                |       |                   | Sân vận động: Cao Lãnh Lượng khán giả: 10.000 người Trọng tài: Nguyễn Văn Kiên |  |

## Vòng 11
| 24 tháng 3 năm 2012 | Hoàng Anh Gia Lai | 0 - 0 | Hà Nội T&T | Pleiku, Gia Lai                                                           |  |
| 16:00               | Quốc Long 77'     |       |            | Sân vận động: Pleiku Lượng khán giả: 7.500 người Trọng tài: Ngô Quốc Hưng |  |

| 24 tháng 3 năm 2012 | Kienlongbank Kiên Giang           | 1 - 0 | Vicem Hải Phòng | Rạch Giá, Kiên Giang                                                        |  |
| 16:10               | Hoài Nam 70' · Hoài Nam 71' 90+2' |       |                 | Sân vận động: Kiên Giang Lượng khán giả: 6.000 người Trọng tài: Vũ Bảo Linh |  |

| 24 tháng 3 năm 2012 | Khatoco Khánh Hòa | 0 - 1 | Thanh Hóa     | Nha Trang, Khánh Hòa                                                            |  |
| 18:30               |                   |       | Văn Thắng 50' | Sân vận động: Nha Trang Lượng khán giả: 10.000 người Trọng tài: Nguyễn Văn Đông |  |

| 25 tháng 3 năm 2012 | TĐCS Đồng Tháp                       | 3 - 3 | SHB Đà Nẵng                                      | Cao Lãnh, Đồng Tháp                                                                 |  |
| 16:00               | Hải Anh 33' · Ajala 57' (ph.đ.), 59' |       | Merlo 44', 78' · Klechkaroski 87' · Quốc Anh 14' | Sân vận động: Cao Lãnh Lượng khán giả: 6.000 người Trọng tài: Hoàng Phạm Công Khanh |  |

| 25 tháng 3 năm 2012 | Sài Gòn | 0 - 1 | Becamex Bình Dương | Thành phố Hồ Chí Minh                                                            |  |
| 18:30               |         |       | Tăng Tuấn 8'       | Sân vận động: Thống Nhất Lượng khán giả: 10.000 người Trọng tài: Trần Trung Hiếu |  |

| 26 tháng 3 năm 2012 | Hà Nội      | 1 - 1 | Navibank Sài Gòn | Hà Nội                                                                      |  |
| 16:10               | Ezeocha 84' |       | Quang Hướng 60'  | Sân vận động: Hàng Đẫy Lượng khán giả: 2.500 người Trọng tài: Võ Quang Vinh |  |

| 26 tháng 3 năm 2012 | Xi măng The Vissai Ninh Bình | 0 - 2 | Sông Lam Nghệ An      | Thành phố Ninh Bình, Ninh Bình                                                 |  |
| 16:10               |                              |       | Bebbe 9' · Hector 55' | Sân vận động: Ninh Bình Lượng khán giả: 5.000 người Trọng tài: Phùng Đình Dũng |  |

## Vòng 12
| 30 tháng 3 năm 2012 | Sông Lam Nghệ An                                        | 3 - 1 | Khatoco Khánh Hòa | Vinh, Nghệ An                                                                          |  |
| 17:00               | Dieng 21' (ph.đ.) · Trọng Hoàng 47', 75' · Văn Bình 84' |       | Ngọc Điểu 58'     | Sân vận động: sân vận động Vinh Lượng khán giả: 9.000 người Trọng tài: Nguyễn Văn Kiên |  |

| 30 tháng 3 năm 2012 | Navibank Sài Gòn                         | 3 - 1 | Kienlongbank Kiên Giang | Thành phố Hồ Chí Minh                                                   |  |
| 18:30               | Fonseca 55' · Quang Hải 85' · Tài Em 90' |       | Abraham 30'             | Sân vận động: Thống Nhất Lượng khán giả: 3,500 Trọng tài: Đào Văn Cường |  |

| 31 tháng 3 năm 2012 | Vicem Hải Phòng | 1 - 1 | Hà Nội              | Hải Phòng                                                                       |  |
| 16:10               | Đình Tùng 54'   |       | Xuân Phú 14' (l.n.) | Sân vận động: Lạch Tray Lượng khán giả: 12,000 Trọng tài: Bùi Thành Thanh Nghĩa |  |

| 31 tháng 3 năm 2012 | SHB Đà Nẵng                    | 3 - 0 | Xi măng The Vissai Ninh Bình | Đà Nẵng                                                                |  |
| 18:30               | Merlo 34', 90' · Nguyên Sa 79' |       |                              | Sân vận động: Chi Lăng Lượng khán giả: 12,000 Trọng tài: Đinh Văn Dũng |  |

| 1 tháng 4 năm 2012 | Thanh Hóa                                                      | 4 - 0 | TĐCS Đồng Tháp | Thành phố Thanh Hóa, Thanh Hóa                                          |  |
| 16:10              | Lemessa 10' · Quốc Phương 60' · Việt Thắng 62' · Văn Thắng 67' |       |                | Sân vận động: Thanh Hóa Lượng khán giả: 10,000 Trọng tài: Võ Quang Vinh |  |

| 1 tháng 4 năm 2012 | Hà Nội T&T   | 1 - 0 | Sài Gòn | Hà Nội                                                                   |  |
| 16:10              | Văn Quyết 5' |       |         | Sân vận động: Hàng Đẫy Lượng khán giả: 6,000 Trọng tài: Nguyễn Trọng Thư |  |

| 1 tháng 4 năm 2012 | Becamex Bình Dương | 1 - 2 | Hoàng Anh Gia Lai        | Thủ Dầu Một, Bình Dương                                                    |  |
| 18:30              | Helio 35' (ph.đ.)  |       | Filho 12' · Aganun 45+3' | Sân vận động: Bình Dương Lượng khán giả: 2,000 Trọng tài: Nguyễn Quốc Hùng |  |

## Vòng 13
| 7 tháng 4 năm 2012 | Hoàng Anh Gia Lai           | 2 - 0 | Thanh Hóa | Pleiku, Gia Lai                                                   |  |
| 16:10              | Thanh Tấn 4' · Văn Long 61' |       |           | Sân vận động: Pleiku Lượng khán giả: 8,000 Trọng tài: Vũ Bảo Linh |  |

| 7 tháng 4 năm 2012 | TĐCS Đồng Tháp             | 1 - 3 | Kienlongbank Kiên Giang                   | Cao Lãnh, Đồng Tháp                                                     |  |
| 18:30              | Hải Anh 57' · Bửu Ngọc 86' |       | Viết Đàn 20' · Hoài Nam 23' · Oseni 90+6' | Sân vận động: Cao Lãnh Lượng khán giả: 6,000 Trọng tài: Trần Trung Hiếu |  |

| 8 tháng 4 năm 2012 | Xi măng The Vissai Ninh Bình | 2 - 3 | Hà Nội                                        | Thành phố Ninh Bình, Ninh Bình                                         |  |
| 16:10              | Sanogo 13', 16'              |       | Thành Lương 74' · Mboussi 80' · Công Vinh 90' | Sân vận động: Ninh Bình Lượng khán giả: 5,000 Trọng tài: Võ Quang Vinh |  |

| 8 tháng 4 năm 2012 | Becamex Bình Dương | 0 - 2 | Khatoco Khánh Hòa             | Thủ Dầu Một, Bình Dương                                                   |  |
| 17:00              |                    |       | Ngọc Điểu 16' · Adejala 90+4' | Sân vận động: Bình Dương Lượng khán giả: 9,000 Trọng tài: Nguyễn Văn Đông |  |

| 8 tháng 4 năm 2012 | SHB Đà Nẵng                        | 2 - 1 | Vicem Hải Phòng | Đà Nẵng                                                                  |  |
| 18:30              | Merlo 11' · Thanh Hưng 42' (ph.đ.) |       | Kavin 8'        | Sân vận động: Chi Lăng Lượng khán giả: 15,000 Trọng tài: Phùng Đình Dũng |  |

## Vòng 14
| 14 tháng 4 năm 2012 | Navibank Sài Gòn | 0 - 0 | Hoàng Anh Gia Lai | Thành phố Hồ Chí Minh                                                      |  |
| 17:00               |                  |       |                   | Sân vận động: Thống Nhất Lượng khán giả: 4,000 Trọng tài: Nguyễn Trọng Thư |  |

| 14 tháng 4 năm 2012 | Sông Lam Nghệ An | 0 - 4 | SHB Đà Nẵng                                   | Vinh, Nghệ An                                                                           |  |
| 17:00               |                  |       | Quốc Anh 10' · Hernández 31', 45' · Timár 59' | Sân vận động: sân vận động Vinh Lượng khán giả: 11,000 Trọng tài: Bùi Thành Thanh Nghĩa |  |

| 14 tháng 4 năm 2012 | Kienlongbank Kiên Giang | 1 - 1 | Hà Nội T&T    | Rạch Giá, Kiên Giang                                                   |  |
| 16:10               | Duy An 37'              |       | Marronkle 15' | Sân vận động: Kiên Giang Lượng khán giả: 6000 Trọng tài: Võ Quang Vinh |  |

| 14 tháng 4 năm 2012 | Hà Nội                                                          | 4 - 1 | Becamex Bình Dương | Hà Nội                                                                  |  |
| 18:30               | Danny val Bakel 41' (l.n.) · Anjembe 54', 90+2' · Công Vinh 88' |       | Chí Công 57'       | Sân vận động: Hàng Đẫy Lượng khán giả: 4,000 Trọng tài: Nguyễn Văn Kiên |  |

| 15 tháng 4 năm 2012 | Khatoco Khánh Hòa              | 1 - 0 | TĐCS Đồng Tháp | Nha Trang, Khánh Hòa                                                   |  |
| 16:10               | Agostinho Petronil 82' (ph.đ.) |       |                | Sân vận động: Nha Trang Lượng khán giả: 6,000 Trọng tài: Nguyễn Đức Vũ |  |

| 15 tháng 4 năm 2012 | Thanh Hóa  | 1 - 0 | Xi măng The Vissai Ninh Bình | Thành phố Thanh Hóa, Thanh Hóa                                           |  |
| 17:00               | Sunday 55' |       | Moussa Sanogo 28' 45'        | Sân vận động: Thanh Hóa Lượng khán giả: 11,000 Trọng tài: Kiều Việt Hùng |  |

| 15 tháng 4 năm 2012 | Vicem Hải Phòng       | 2 - 3 | Sài Gòn                    | Hải Phòng                                                             |  |
| 18:30               | Edmund 7' · Fagan 57' |       | Alves 26', 87' · Oloya 38' | Sân vận động: Lạch Tray Lượng khán giả: 11,000 Trọng tài: Vũ Bảo Linh |  |

### Đấu bù vòng 13
| 19 tháng 4 năm 2012 | Hà Nội T&T                      | 3 - 1 | Navibank Sài Gòn | Hà Nội                                                                |  |
| 16:10               | Kayode 56', 80' · Marronkle 73' |       | Fonseca 29'      | Sân vận động: Hàng Đẫy Lượng khán giả: 1,500 Trọng tài: Đào Văn Cường |  |

| 19 tháng 4 năm 2012 | Sài Gòn                             | 2 - 2 | Sông Lam Nghệ An          | Thành phố Hồ Chí Minh                                                      |  |
| 17:00               | Trọng Phú 31' · Đặng Văn Robert 36' |       | Bebbe 15' · Dickson 90+3' | Sân vận động: Thống Nhất Lượng khán giả: 15,000 Trọng tài: Phùng Đình Dũng |  |

## Vòng 15
| 28 tháng 4 năm 2012 | Khatoco Khánh Hòa            | 1 - 2 | SHB Đà Nẵng                                         | Nha Trang, Khánh Hòa                                                     |  |
| 16:10               | Văn Hạnh 81' · Adejala 90+5' |       | Merlo 53' · Timár 57' 61' · Minh Phương 87' (ph.đ.) | Sân vận động: Nha Trang Lượng khán giả: 6,000 Trọng tài: Phùng Đình Dũng |  |

| 28 tháng 4 năm 2012 | Hà Nội T&T                                   | 3 - 1 | Hà Nội        | Hà Nội                                                                |  |
| 18:30               | Kayode 45+1' · Văn Quyết 62' · Marronkle 69' |       | Công Vinh 11' | Sân vận động: Hàng Đẫy Lượng khán giả: 6,000 Trọng tài: Võ Quang Vinh |  |

| 29 tháng 4 năm 2012 | TĐCS Đồng Tháp                      | 4 - 1 | Xi măng The Vissai Ninh Bình | Cao Lãnh, Đồng Tháp                                                  |  |
| 16:10               | Felix 16', 48', 86' · Hoàng Max 46' |       | Danh Ngọc 56'                | Sân vận động: Cao Lãnh Lượng khán giả: 14,000 Trọng tài: Võ Minh Trí |  |

| 29 tháng 4 năm 2012 | Kienlongbank Kiên Giang | 1 - 0 | Becamex Bình Dương | Rạch Giá, Kiên Giang                                                       |  |
| 16:10               | Oseni 85'               |       |                    | Sân vận động: Kiên Giang Lượng khán giả: 6,000 Trọng tài: Nguyễn Trọng Thư |  |

| 29 tháng 4 năm 2012 | Vicem Hải Phòng                 | 2 - 0 | Hoàng Anh Gia Lai | Hải Phòng                                                               |  |
| 18:30               | Thanh Phúc 3' · Đình Tùng 90+3' |       |                   | Sân vận động: Lạch Tray Lượng khán giả: 8,000 Trọng tài: Hoàng Anh Tuấn |  |

| 30 tháng 4 năm 2012 | Thanh Hóa                     | 2 - 0 | Sông Lam Nghệ An | Thành phố Thanh Hóa, Thanh Hóa                                         |  |
| 17:00               | Việt Thắng 16' · Bật Hiếu 39' |       |                  | Sân vận động: Thanh Hóa Lượng khán giả: 2,000 Trọng tài: Đào Văn Cường |  |

| 30 tháng 4 năm 2012 | Sài Gòn         | 1 - 1 | Navibank Sài Gòn | Thành phố Hồ Chí Minh                                                   |  |
| 19:00               | Minh Chuyên 54' |       | Ekpe 72'         | Sân vận động: Thống Nhất Lượng khán giả: 6,000 Trọng tài: Nguyễn Đức Vũ |  |

## Vòng 16
| 4 tháng 5 năm 2012 | Navibank Sài Gòn | 2 - 2 | Vicem Hải Phòng | Thành phố Hồ Chí Minh                                                   |  |
| 17:00              | Plaza 36', 40'   |       | Fagan 26', 47'  | Sân vận động: Thống Nhất Lượng khán giả: 3,000 Trọng tài: Võ Quang Vinh |  |

| 4 tháng 5 năm 2012 | Sông Lam Nghệ An | 0 - 0 | TĐCS Đồng Tháp | Vinh, Nghệ An                                                                    |  |
| 17:00              |                  |       |                | Sân vận động: sân vận động Vinh Lượng khán giả: 5,000 Trọng tài: Nguyễn Văn Đông |  |

| 5 tháng 5 năm 2012 | Hà Nội                | 1 - 3 | Kienlongbank Kiên Giang            | Hà Nội                                                                  |  |
| 17:00              | Anjembe 90+3' (ph.đ.) |       | Viết Đàn 47' · Minh Trung 75', 88' | Sân vận động: Hàng Đẫy Lượng khán giả: 3,000 Trọng tài: Trần Trung Hiếu |  |

| 5 tháng 5 năm 2012 | Xi măng The Vissai Ninh Bình     | 3 - 1 | Khatoco Khánh Hòa   | Thành phố Ninh Bình, Ninh Bình                                           |  |
| 17:00              | Danh Ngọc 50', 53' · Dourado 57' |       | Adejala Adewale 78' | Sân vận động: Ninh Bình Lượng khán giả: 3,000 Trọng tài: Nguyễn Văn Kiên |  |

| 5 tháng 5 năm 2012 | Becamex Bình Dương | 1 - 3 | Hà Nội T&T                                | Thủ Dầu Một, Bình Dương                                                  |  |
| 19:00              | Hữu Thắng 23'      |       | Roland 47' · Sỹ Cường 53' · Văn Quyết 61' | Sân vận động: Bình Dương Lượng khán giả: 10,000 Trọng tài: Ngô Quốc Hưng |  |

| 6 tháng 5 năm 2012 | Hoàng Anh Gia Lai | 0 - 3 | Sài Gòn                           | Pleiku, Gia Lai                                                      |  |
| 16:10              |                   |       | Nsi 21' · Alves 82' · Rogerio 88' | Sân vận động: Pleiku Lượng khán giả: 8,000 Trọng tài: Kiều Việt Hùng |  |

| 6 tháng 5 năm 2012 | SHB Đà Nẵng      | 1 - 0 | Thanh Hóa | Đà Nẵng                                                              |  |
| 18:30              | Thanh Hưng 90+4' |       |           | Sân vận động: Chi Lăng Lượng khán giả: 10,000 Trọng tài: Vũ Bảo Linh |  |

## Vòng 17
| 12 tháng 5 năm 2012 | Khatoco Khánh Hòa   | 1 - 2 | Hà Nội                      | Nha Trang, Khánh Hòa                                                   |  |
| 16:10               | Adejala Adewale 64' |       | Ezeocha 70' · Đình Hưng 73' | Sân vận động: Nha Trang Lượng khán giả: 4,000 Trọng tài: Đinh Văn Dũng |  |

| 12 tháng 5 năm 2012 | Hoàng Anh Gia Lai | 2 - 0 | SHB Đà Nẵng | Pleiku, Gia Lai                                                      |  |
| 16:10               | Evaldo 33', 84'   |       |             | Sân vận động: Pleiku Lượng khán giả: 7,000 Trọng tài: Đinh Hải Dương |  |

| 12 tháng 5 năm 2012 | Becamex Bình Dương                               | 4 - 1 | Thanh Hóa     | Thủ Dầu Một, Bình Dương                                                          |  |
| 18:30               | Tăng Tuấn 21' · Kpennosen 42', 72' · Philani 46' |       | Văn Thắng 24' | Sân vận động: Bình Dương Lượng khán giả: 15,000 Trọng tài: Bùi Thành Thanh Nghĩa |  |

| 13 tháng 5 năm 2012 | TĐCS Đồng Tháp                                  | 3 - 0 | Vicem Hải Phòng               | Cao Lãnh, Đồng Tháp                                                  |  |
| 16:10               | Hoàng Max 22' · Hải Anh 45' · Felix 77' (ph.đ.) |       | Tiến Thành 74' · Ngọc Tân 75' | Sân vận động: Cao Lãnh Lượng khán giả: 15,000 Trọng tài: Võ Minh Trí |  |

| 13 tháng 5 năm 2012 | Sài Gòn | 1 - 0 | Kienlongbank Kiên Giang | Thành phố Hồ Chí Minh                                                    |  |
| 18:30               | Nsi 66' |       |                         | Sân vận động: Thống Nhất Lượng khán giả: 4,000 Trọng tài: Hoàng Anh Tuấn |  |

| 14 tháng 5 năm 2012 | Hà Nội T&T                                    | 2 - 6 | Sông Lam Nghệ An                                                           | Hà Nội                                                                |  |
| 17:00               | Marronkle 18' · Kayode 29' · Sỹ Cường 44' 68' |       | Trọng Hoàng 5' (ph.đ.), 73' · Abass 11', 70' · Hồng Việt 49' · Dickson 84' | Sân vận động: Hàng Đẫy Lượng khán giả: 8,000 Trọng tài: Nguyễn Đức Vũ |  |

| 14 tháng 5 năm 2012 | Xi măng The Vissai Ninh Bình | 1 - 2 | Navibank Sài Gòn          | Thành phố Ninh Bình, Ninh Bình                                            |  |
| 17:00               | Hoàng Vissai 82'             |       | Aniekan 29' · Được Em 62' | Sân vận động: Ninh Bình Lượng khán giả: 4,000 Trọng tài: Nguyễn Trọng Thư |  |

## Vòng 18
| 19 tháng 5 năm 2012 | Khatoco Khánh Hòa | 1 - 1 | Becamex Bình Dương | Nha Trang, Khánh Hòa                                                   |  |
| 16:10               | Ngọc Điểu 81'     |       | Kpennosen 60'      | Sân vận động: Nha Trang Lượng khán giả: 4,000 Trọng tài: Ngô Quốc Hưng |  |

| 19 tháng 5 năm 2012 | Navibank Sài Gòn       | 2 - 0 | Hà Nội T&T | Thành phố Hồ Chí Minh                                                   |  |
| 17:00               | Được Em 15' · Ekpe 30' |       |            | Sân vận động: Thống Nhất Lượng khán giả: 6,000 Trọng tài: Võ Quang Vinh |  |

| 19 tháng 5 năm 2012 | Sông Lam Nghệ An | 1 - 1 | Sài Gòn     | Vinh, Nghệ An                                                                     |  |
| 18:30               | Dieng 15'        |       | Amougou 34' | Sân vận động: sân vận động Vinh Lượng khán giả: 10,000 Trọng tài: Trần Trung Hiếu |  |

| 20 tháng 5 năm 2012 | Kienlongbank Kiên Giang | 0 - 2 | TĐCS Đồng Tháp             | Rạch Giá, Kiên Giang                                                     |  |
| 16:10               |                         |       | Minh Lợi 50' · Hải Anh 70' | Sân vận động: Kiên Giang Lượng khán giả: 6,000 Trọng tài: Hoàng Anh Tuấn |  |

| 20 tháng 5 năm 2012 | Thanh Hóa                    | 2 - 1 | Hoàng Anh Gia Lai | Thành phố Thanh Hóa, Thanh Hóa                                                  |  |
| 17:00               | Quốc Phương 32' · Sunday 69' |       | Hữu Long 87'      | Sân vận động: Thanh Hóa Lượng khán giả: 11,000 Trọng tài: Hoàng Phạm Công Khanh |  |

| 20 tháng 5 năm 2012 | Hà Nội      | 1 - 2 | Xi măng The Vissai Ninh Bình | Hà Nội                                                                  |  |
| 17:00               | Anjembe 25' |       | Sanogo 11' · Mạnh Dũng 55'   | Sân vận động: Hàng Đẫy Lượng khán giả: 4,000 Trọng tài: Nguyễn Phi Long |  |

| 20 tháng 5 năm 2012 | Vicem Hải Phòng           | 2 - 3 | SHB Đà Nẵng         | Hải Phòng                                                             |  |
| 18:30               | Ansah 32' · Đức Thắng 64' |       | Merlo 29', 53', 72' | Sân vận động: Lạch Tray Lượng khán giả: 11,000 Trọng tài: Vũ Bảo Linh |  |

## Vòng 19
| 26 tháng 5 năm 2012 | Thanh Hóa                                              | 2 - 4 | Hà Nội T&T                                                                  | Thành phố Thanh Hóa, Thanh Hóa                                         |  |
| 17:00               | Emmanuel 10' · Quốc Phương 58' (ph.đ.) · Lemessa 45+2' |       | Kayode 18', 85' · Ngọc Duy 30' (ph.đ.) · Bảo Khanh 60' · Roland 45+2' 90+3' | Sân vận động: Thanh Hóa Lượng khán giả: 6,000 Trọng tài: Đinh Văn Dũng |  |

| 26 tháng 5 năm 2012 | Vicem Hải Phòng  | 0 - 3 | Xi măng The Vissai Ninh Bình     | Hải Phòng                                                                      |  |
| 19:00               | Văn Ngân 58' 90' |       | Tiến Thành 36' · Sanogo 49', 89' | Sân vận động: Lạch Tray Lượng khán giả: 6,000 Trọng tài: Bùi Thành Thanh Nghĩa |  |

| 27 tháng 5 năm 2012 | Kienlongbank Kiên Giang | 1 - 0 | Khatoco Khánh Hòa  | Rạch Giá, Kiên Giang                                                      |  |
| 16:10               | Văn Cường 82'           |       | Thanh Tuấn 12' 90' | Sân vận động: Kiên Giang Lượng khán giả: 5,000 Trọng tài: Nguyễn Văn Đông |  |

| 27 tháng 5 năm 2012 | Hà Nội                                               | 3 - 2 | Hoàng Anh Gia Lai           | Hà Nội                                                                  |  |
| 17:00               | Công Vinh 8' · Đình Hưng 76' · Anjembe 90+5' (ph.đ.) |       | Aganun 22' · Hữu Long 40+2' | Sân vận động: Hàng Đẫy Lượng khán giả: 4,000 Trọng tài: Nguyễn Văn Kiên |  |

| 27 tháng 5 năm 2012 | SHB Đà Nẵng                    | 2 - 1 | Sài Gòn           | Đà Nẵng                                                                |  |
| 18:30               | Timár 17' · Klechkaroski 90+1' |       | Alves 34' (ph.đ.) | Sân vận động: Chi Lăng Lượng khán giả: 20,000 Trọng tài: Đào Văn Cường |  |

| 30 tháng 5 năm 2012 | Navibank Sài Gòn | 0 - 0 | TĐCS Đồng Tháp | Thành phố Hồ Chí Minh                                                   |  |
| 17:00               | Ekpe 86'         |       |                | Sân vận động: Thống Nhất Lượng khán giả: 5,000 Trọng tài: Võ Quang Vinh |  |

| 30 tháng 5 năm 2012 | Sông Lam Nghệ An | 1 - 1 | Becamex Bình Dương               | Vinh, Nghệ An                                                                     |  |
| 17:00               | Trọng Hoàng 74'  |       | van Bakel 23' · Huỳnh Phú 8' 14' | Sân vận động: sân vận động Vinh Lượng khán giả: 7,000 Trọng tài: Nguyễn Trọng Thư |  |

## Vòng 20
| 2 tháng 6 năm 2012 | Khatoco Khánh Hòa | 1 - 0 | Vicem Hải Phòng | Nha Trang, Khánh Hòa                                                   |  |
| 16:10              | Filho 82'         |       |                 | Sân vận động: Nha Trang Lượng khán giả: 5,000 Trọng tài: Nguyễn Đức Vũ |  |

| 2 tháng 6 năm 2012 | Hà Nội T&T                   | 2 - 1 | SHB Đà Nẵng              | Hà Nội                                                              |  |
| 18:30              | Văn Quyết 64' · Kayode 90+3' |       | Thanh Hưng 90+4' (ph.đ.) | Sân vận động: Hàng Đẫy Lượng khán giả: 6,000 Trọng tài: Vũ Bảo Linh |  |

| 3 tháng 6 năm 2012 | TĐCS Đồng Tháp   | 2 - 2 | Hà Nội                      | Cao Lãnh, Đồng Tháp                                                      |  |
| 16:10              | Hải Anh 51', 70' |       | Sỹ Mạnh 69' · Ezeocha 90+2' | Sân vận động: Cao Lãnh Lượng khán giả: 20,000 Trọng tài: Trần Trung Hiếu |  |

| 3 tháng 6 năm 2012 | Xi măng The Vissai Ninh Bình                           | 4 - 1 | Kienlongbank Kiên Giang | Thành phố Ninh Bình, Ninh Bình                                         |  |
| 17:00              | John 13' · Danh Ngọc 30' · Vissai 60' · Tiến Thành 90' |       | Hendricks 56'           | Sân vận động: Ninh Bình Lượng khán giả: 5,000 Trọng tài: Võ Quang Vinh |  |

| 3 tháng 6 năm 2012 | Sài Gòn | 0 - 0 | Thanh Hóa | Thành phố Hồ Chí Minh                                                     |  |
| 18:30              |         |       |           | Sân vận động: Thống Nhất Lượng khán giả: 8,000 Trọng tài: Phùng Đình Dũng |  |

| 10 tháng 7 năm 2012 | Hoàng Anh Gia Lai          | 2 - 2 | Sông Lam Nghệ An                     | Pleiku, Gia Lai                                                              |  |
| 16:10               | Aganun 75' · Marcelo 90+2' |       | Nwakaeme 46', 67' · Sơn Hà 64' 90+4' | Sân vận động: Pleiku Lượng khán giả: 10,000 Trọng tài: Hoàng Phạm Công Khanh |  |

| 10 tháng 7 năm 2012 | Becamex Bình Dương | 1 - 1 | Navibank Sài Gòn     | Thủ Dầu Một, Bình Dương                                                   |  |
| 17:00               | Tăng Tuấn 46'      |       | Quang Hải 4' (ph.đ.) | Sân vận động: Bình Dương Lượng khán giả: 15,000 Trọng tài: Đinh Hải Dương |  |

## Vòng 21
| 14 tháng 7 năm 2012 | Sài Gòn                 | 2 - 1 | Khatoco Khánh Hòa           | Thành phố Hồ Chí Minh                                                     |  |
| 17:00               | Oloya 18' · Amougou 26' |       | Andrade 44' · Filho 22' 49' | Sân vận động: Thống Nhất Lượng khán giả: 5,000 Trọng tài: Phùng Đình Dũng |  |

| 14 tháng 7 năm 2012 | SHB Đà Nẵng                  | 2 - 0 | Hà Nội | Đà Nẵng                                                                |  |
| 17:00               | Hernández 37' · Quốc Anh 40' |       |        | Sân vận động: Chi Lăng Lượng khán giả: 15,000 Trọng tài: Đào Văn Cường |  |

| 14 tháng 7 năm 2012 | Hà Nội T&T                 | 2 - 3 | Xi măng The Vissai Ninh Bình                       | Hà Nội                                                              |  |
| 19:00               | Kayode 76' · Văn Quyết 80' |       | Gustavo 13', 48' · Sanogo 81' · Tiến Thành 45' 61' | Sân vận động: Hàng Đẫy Lượng khán giả: 1,000 Trọng tài: Võ Minh Trí |  |

| 15 tháng 7 năm 2012 | Hoàng Anh Gia Lai                          | 3 - 0 | Kienlongbank Kiên Giang | Pleiku, Gia Lai                                                     |  |
| 16:10               | Aganun 64' · Hoàng Thiên 73' · Cardosc 88' |       |                         | Sân vận động: Pleiku Lượng khán giả: 7,000 Trọng tài: Võ Quang Vinh |  |

| 15 tháng 7 năm 2012 | Sông Lam Nghệ An                                          | 5 - 2 | Vicem Hải Phòng               | Vinh, Nghệ An                                                                     |  |
| 17:00               | Trọng Hoàng 17' · Hector 25', 78' · Bebbe 58' · Dieng 71' |       | Đình Tùng 74' · Văn Tuyến 86' | Sân vận động: sân vận động Vinh Lượng khán giả: 2,500 Trọng tài: Nguyễn Trọng Thư |  |

| 15 tháng 7 năm 2012 | Thanh Hóa                                      | 2 - 0 | Navibank Sài Gòn | Thành phố Thanh Hóa, Thanh Hóa                                           |  |
| 17:00               | Quốc Phương 56' · Văn Thắng 74' · Đức Tuấn 66' |       |                  | Sân vận động: Thanh Hóa Lượng khán giả: 7,000 Trọng tài: Trần Trung Hiếu |  |

| 15 tháng 7 năm 2012 | Becamex Bình Dương | 1 - 0 | TĐCS Đồng Tháp | Thủ Dầu Một, Bình Dương                                                |  |
| 18:30               | Chí Công 49'       |       |                | Sân vận động: Bình Dương Lượng khán giả: 14,000 Trọng tài: Vũ Bảo Linh |  |

## Vòng 22
| 21 tháng 7 năm 2012 | TĐCS Đồng Tháp | 0 - 4 | Sài Gòn                          | Cao Lãnh, Đồng Tháp                                                    |  |
| 16:10               |                |       | Alves 7', 85' · Amougou 21', 82' | Sân vận động: Cao Lãnh Lượng khán giả: 13,000 Trọng tài: Nguyễn Đức Vũ |  |

| 21 tháng 7 năm 2012 | Xi măng The Vissai Ninh Bình | 2 - 1 | Hoàng Anh Gia Lai | Thành phố Ninh Bình, Ninh Bình                                         |  |
| 17:00               | Văn Duyệt 3' · Dourado 78'   |       | Xuân Hiếu 70'     | Sân vận động: Ninh Bình Lượng khán giả: 6,000 Trọng tài: Ngô Quốc Hưng |  |

| 21 tháng 7 năm 2012 | Vicem Hải Phòng | 0 - 2 | Hà Nội T&T                 | Hải Phòng                                                                      |  |
| 18:30               |                 |       | Kayode 51' · Marronkle 90' | Sân vận động: Lạch Tray Lượng khán giả: 2,000 Trọng tài: Bùi Thành Thanh Nghĩa |  |

| 22 tháng 7 năm 2012 | Kienlongbank Kiên Giang | 0 - 3 | Sông Lam Nghệ An                             | Rạch Giá, Kiên Giang                                                      |  |
| 16:10               |                         |       | Hoàng Thịnh 7' · Văn Bình 27' · Nwakaeme 89' | Sân vận động: Kiên Giang Lượng khán giả: 5,000 Trọng tài: Phùng Đình Dũng |  |

| 22 tháng 7 năm 2012 | Navibank Sài Gòn | 1 - 0 | Khatoco Khánh Hòa | Thành phố Hồ Chí Minh                                                     |  |
| 17:00               | Tài Em 83'       |       |                   | Sân vận động: Thống Nhất Lượng khán giả: 3,000 Trọng tài: Nguyễn Văn Kiên |  |

| 22 tháng 7 năm 2012 | Hà Nội                             | 3 - 1 | Thanh Hóa | Hà Nội                                                                  |  |
| 17:00               | Anjembe 36', 59' · Công Vinh 90+1' |       | Hora 11'  | Sân vận động: Hàng Đẫy Lượng khán giả: 5,000 Trọng tài: Phùng Đình Dũng |  |

| 22 tháng 7 năm 2012 | SHB Đà Nẵng   | 1 - 0 | Becamex Bình Dương | Đà Nẵng                                                              |  |
| 18:30               | Hernández 86' |       |                    | Sân vận động: Chi Lăng Lượng khán giả: 16,000 Trọng tài: Vũ Bảo Linh |  |

## Vòng 23
| 28 tháng 7 năm 2012 | Khatoco Khánh Hòa                         | 3 - 0 | Hoàng Anh Gia Lai | Nha Trang, Khánh Hòa                                                 |  |
| 16:10               | Tấn Tài 55' · Ngọc Tùng 75' · Văn Tân 76' |       |                   | Sân vận động: Nha Trang Lượng khán giả: 3,000 Trọng tài: Võ Minh Trí |  |

| 28 tháng 7 năm 2012 | Vicem Hải Phòng              | 2 - 0 | Thanh Hóa | Hải Phòng                                                               |  |
| 17:00               | Ansah 2' (ph.đ.) · Bryan 57' |       |           | Sân vận động: Lạch Tray Lượng khán giả: 4,000 Trọng tài: Hoàng Anh Tuấn |  |

| 28 tháng 7 năm 2012 | Navibank Sài Gòn | 1 - 1 | Sông Lam Nghệ An | Thành phố Hồ Chí Minh                                                   |  |
| 18:30               | Tài Em 42'       |       | Trọng Hoàng 8'   | Sân vận động: Thống Nhất Lượng khán giả: 7,000 Trọng tài: Nguyễn Đức Vũ |  |

| 29 tháng 7 năm 2012 | Kienlongbank Kiên Giang | 2 - 1 | SHB Đà Nẵng   | Rạch Giá, Kiên Giang                                                      |  |
| 16:10               | Oseni 13' · Rudolph 22' |       | Nguyên Sa 67' | Sân vận động: Kiên Giang Lượng khán giả: 5,000 Trọng tài: Trần Trung Hiếu |  |

| 29 tháng 7 năm 2012 | TĐCS Đồng Tháp | 1 - 3 | Hà Nội T&T                                  | Cao Lãnh, Đồng Tháp                                                  |  |
| 16:10               | Hodges 57'     |       | Văn Quyết 22' · Văn Biển 62' · Kayode 90+3' | Sân vận động: Cao Lãnh Lượng khán giả: 17,000 Trọng tài: Vũ Bảo Linh |  |

| 29 tháng 7 năm 2012 | Xi măng The Vissai Ninh Bình | 1 - 2 | Becamex Bình Dương           | Thành phố Ninh Bình, Ninh Bình                                         |  |
| 17:00               | Sanogo 5'                    |       | Chí Công 45+2' · Philani 66' | Sân vận động: Ninh Bình Lượng khán giả: 3,000 Trọng tài: Võ Quang Vinh |  |

| 29 tháng 7 năm 2012 | Hà Nội | 0 - 1 | Sài Gòn       | Hà Nội                                                                  |  |
| 18:30               |        |       | Amougou 45+2' | Sân vận động: Hàng Đẫy Lượng khán giả: 2,000 Trọng tài: Nguyễn Văn Kiên |  |

## Vòng 24
| 4 tháng 8 năm 2012 | Hoàng Anh Gia Lai                                                                                    | 1 - 0 | TĐCS Đồng Tháp                                                                | Pleiku, Gia Lai                                                             |  |
| 16:10              | Nguyễn Thanh Hiền (22) 53' (O.g) · Lê Văn Trương (3) 19' · Bùi Văn Long (30) 27' · Evaldo (10) 90+5' |       | Adesope Hammed (10) 35' · Trần Minh Lợi (19) 75' · Nguyễn Duy Quang (4) 90+3' | Sân vận động: Pleiku Lượng khán giả: 6,000 Trọng tài: Bùi Thành Thanh Nghĩa |  |

| 4 tháng 8 năm 2012 | Thanh Hóa | 2 - 1 | Kienlongbank Kiên Giang | Thành phố Thanh Hóa, Thanh Hóa                                       |  |
| 17:00              | Lemessa F.Teferra (36) 79' · Nguyễn Thế Dương (3) 84' · Nguyễn Việt Thắng (81) 8' · Mai Xuân Hợp (5) 74' · Nguyễn Thế Dương (3) 85' |       | Daal D.Rudolph (79) 19' · Daal D.Rudolph (79) 37' · Huỳnh Hải Thịnh (20) 45+2' · Trần Quốc Việt (1) 51' · Trịnh Hoài Nam (23) 87' | Sân vận động: Thanh Hóa Lượng khán giả: 6,000 Trọng tài: Võ Minh Trí |  |

| 4 tháng 8 năm 2012 | Becamex Bình Dương | 5 - 3 | Vicem Hải Phòng                                                               | Thủ Dầu Một, Bình Dương                                                   |  |
| 18:30              | Nguyễn Vũ Phong (6) 15' 28' 40' 69' · Samson O.Kpennosen (23) 50' · Đặng Đình Đức (98) 11' · Udo Fortune (9) 23' · Nguyễn Trọng Giáp (30) 70' · Samson O.Kpennosen (23) 83' · Trần Chí Công (4) 18' 57' · Samson O.Kpennosen (23) 83' |       | Edmun O.Ansah (81) 12' · Kavin E.Bryan (10) 45' 52' · Phạm Hoàng Đức (14) 73' | Sân vận động: Bình Dương Lượng khán giả: 7,000 Trọng tài: Phùng Đình Dũng |  |

| 5 tháng 8 năm 2012 | SHB Đà Nẵng                                                | 0 - 0 | Navibank Sài Gòn | Đà Nẵng                                                                |  |
| 17:00              | Nguyễn Minh Phương (7) 39' · Nguyễn Ngọc Nguyên (39) 90+3' |       | Lê Quang Long (15) 22' · Nguyễn Minh Triết (18) 35' · Boussou Vincent (16) 48' · Nguyễn Quang Hải (13) 85' · Edison Fonseca (8) 88' | Sân vận động: Chi Lăng Lượng khán giả: 15,000 Trọng tài: Ngô Quốc Hưng |  |

| 5 tháng 8 năm 2012 | Sài Gòn | 4 - 1 | Xi măng The Vissai Ninh Bình                                                                                               | Thành phố Hồ Chí Minh                                                   |  |
| 17:00              | Nsi Amougou Christian (21) 60' 89' · Antonio Carlos (9) 63' 78' · Trương Đình Luật (23) 20' · Nguyễn Rogerio (15) 72' |       | Hoàng Danh Ngọc (9) 77’ Hà Hoàng Đảm (83) 12' · Mai Tiến Thành (7) 35' · Hoàng Danh Ngọc (9) 39' · Hoàng Vissai (2) 9' 72' | Sân vận động: Thống Nhất Lượng khán giả: 3,500 Trọng tài: Nguyễn Đức Vũ |  |

| 5 tháng 8 năm 2012 | Sông Lam Nghệ An                                      | 2 - 0 | Hà Nội                                         | Vinh, Nghệ An                                                                     |  |
| 17:00              | Dickson Nwakaeme (35) 81' 83' Hoàng Văn Bình (22) 81' |       | Lê Công Vinh (9) 21' · Phạm Hải Nam (30) 90+2' | Sân vận động: sân vận động Vinh Lượng khán giả: 2,000 Trọng tài: Nguyễn Trọng Thư |  |

| 5 tháng 8 năm 2012 | Hà Nội T&T                                                      | 1 - 1 | Khatoco Khánh Hòa | Hà Nội                                                                  |  |
| 19:00              | Gonzalo (20) 5' Nguyễn Ngọc Duy (21) 21' · Cao Sỹ Cường (8) 51' |       | Jose Pereira Andrare (17) 42' · Trần Thanh Tuấn (21) 32' · Jose Pereira Andrare (17) 42' · Đào Văn Phong (15) 79' · Danh Hoàng Tuấn (26) 81' | Sân vận động: Hàng Đẫy Lượng khán giả: 7,000 Trọng tài: Trần Trung Hiếu |  |

## Vòng 25
| 12 tháng 8 năm 2012 | Sông Lam Nghệ An | 5 - 3 | Xi măng The Vissai Ninh Bình | Vinh, Nghệ An                                                                    |  |
| 16:10               | Dickson (35) 45+1' 70' 85' · Dieng Cheikh Abass (23) 77' · Nguyễn Hồng Việt (21) 90+1' · Hoàng Văn Bình (22) 19' · Hồ Khắc Ngọc (14) 41' · Trần Đình Đồng (16) 45' · Âu Văn Hoàn (2) 50' · Nguyễn Hồng Việt (21) 74' |       | Hoàng Danh Ngọc (9) 18' · Gustavo (10) 34' · A.Jean Baptise John (12) 83' · Ibrahim (8) 21' · Đặng Văn Thành (18) 38' · Lê Quang Hùng (20) 66' · Gustavo (10) 69' | Sân vận động: sân vận động Vinh Lượng khán giả: 5,000 Trọng tài: Phùng Đình Dũng |  |

| 12 tháng 8 năm 2012 | Navibank Sài Gòn                                                                                                  | 4 - 1 | Hà Nội                                              | Thành phố Hồ Chí Minh                                                   |  |
| 16:10               | Phan Văn Tài Em (10) 12' · Plaza Willis Deon (30) 38' 90+1' · Aniekan Okon (20) 90+4' · Nguyễn Quang Hải (13) 85' |       | Lê Công Vinh (9) 88' · Nguyễn Xuân Thành (16) 90+4' | Sân vận động: Thống Nhất Lượng khán giả: 5,000 Trọng tài: Ngô Quốc Hưng |  |

| 12 tháng 8 năm 2012 | Vicem Hải Phòng                                  | 1 - 3 | Kienlongbank Kiên Giang                                                                           | Hải Phòng                                                                 |  |
| 16:10               | Andre O.Fagan (11) 59' · Đinh Tiến Thịnh (31) 6' |       | Speranja Jovani (77) 7' · Phan Viết Đàn (13) 80' · Oseni Bolaja (30) 89' · Phan Viết Đàn (13) 64' | Sân vận động: Lạch Tray Lượng khán giả: 1,000 Trọng tài: Nguyễn Trọng Thư |  |

| 12 tháng 8 năm 2012 | SHB Đà Nẵng | 0 - 1 | TĐCS Đồng Tháp | Đà Nẵng                                                                  |  |
| 16:10               |             |       | Nguyễn Hải Anh (23) 5' · Nguyễn Văn Hậu (14) 23' · Lưu Ngọc Hùng (13) 42' · Nguyễn Thanh Hiền (22) 86' · Trần Bửu Ngọc (1) 90+4' | Sân vận động: Chi Lăng Lượng khán giả: 18,000 Trọng tài: Nguyễn Văn Kiên |  |

| 12 tháng 8 năm 2012 | Thanh Hóa                | 1 - 2 | Khatoco Khánh Hòa | Thành phố Thanh Hóa, Thanh Hóa                                       |  |
| 16:10               | Hoàng Ngọc Hùng (14) 27' |       | Lemessa Fikru Teferra (36) 37' · Lê Tấn Tài (12) 58' · Agostinho de Oliveira (31) 54' · Phạm Hữu Phát (8) 55' · Trần Văn Học (4) 66' · Võ Văn Hạnh (1) 90+3' | Sân vận động: Thanh Hóa Lượng khán giả: 5,000 Trọng tài: Võ Minh Trí |  |

| 12 tháng 8 năm 2012 | Hà Nội T&T                                                                               | 1 - 3 | Hoàng Anh Gia Lai | Hà Nội                                                                |  |
| 16:10               | Nguyễn Văn Quyết (10) 90+1' · Nguyễn Văn Quyết (10) 68' · Heanyl Fredrich Onigb (35) 81' |       | Evaldo (10) 30' · Aganun Olushola (34) 65' 90+4' · Trần Đức Dương (23) 3' · Bùi Trần Vũ (26) 35' · Bùi Văn Long (30) 56' · Đoàn Văn Sakda (4) 62' · Evaldo (10) 88' | Sân vận động: Hàng Đẫy Lượng khán giả: 5,000 Trọng tài: Võ Quang Vinh |  |

| 12 tháng 8 năm 2012 | Becamex Bình Dương                                  | 1 - 1 | Sài Gòn                                                                   | Thủ Dầu Một, Bình Dương                                                  |  |
| 16:10               | Nguyễn Tăng Tuấn (18) 31' · Nguyễn Anh Đức (11) 81' |       | Antonio Carlos (9) 48' · Trương Đình Luật (20) 6’; Antonio Carlos (9) 23' | Sân vận động: Bình Dương Lượng khán giả: 14,000 Trọng tài: Nguyễn Đức Vũ |  |

## Vòng 26
| 19 tháng 8 năm 2012 | Hoàng Anh Gia Lai                                                                   | 2 - 0 | Becamex Bình Dương                                                                              | Pleiku, Gia Lai                                                      |  |
| 16:10               | Aganun O.Olushola Evaldo (10) 65' 79' · Bùi Trần Vũ (26) 50' · Võ Út Cường (27) 94' |       | Philani (10) 5' · Nguyễn Trọng Giáp (30) 39' · Danny Van Bakel (83) 74' · Trần Chí Công (4) 67' | Sân vận động: Pleiku Lượng khán giả: 6,000 Trọng tài: Đinh Hải Dương |  |

| 19 tháng 8 năm 2012 | TĐCS Đồng Tháp | 3 - 2 | Thanh Hóa | Cao Lãnh, Đồng Tháp                                                  |  |
| 16:10               | Felix (21) 60' · Lê Xuân Anh (4) 63' (O.g) · Lưu Ngọc Hùng (13) 64' · Felix (21) 56' · Nguyễn Tuấn Đạt (8) 75' · Nguyễn Hải Anh (23) 80' · Hoàng Công Thuận (9) 90+2' · Nguyễn Anh Thắng (16) 90+5' |       | Sunday (80) 32' 51' · Lê Xuân Anh (4) 8' · Nguyễn Huy Cường (32) 30' · Nguyễn Thế Dương (3) 40' · Tô Vĩnh Lợi (1) 76' · Lê Quốc Phương (19) 83' · Ngô Anh Tuấn (18) 9' · Micheal Andrew (37) 53' | Sân vận động: Cao Lãnh Lượng khán giả: 14,000 Trọng tài: Võ Minh Trí |  |

| 19 tháng 8 năm 2012 | Xi măng The Vissai Ninh Bình                     | 1 - 3 | SHB Đà Nẵng                                                                    | Thành phố Ninh Bình, Ninh Bình                                       |  |
| 16:10               | Sanogo Moussa (22) 87' · Trần Thanh Tùng (4) 17' |       | Võ Hoàng Quảng (5) 26' · Huỳnh Quốc Anh (32) 52' 60' · Phạm Nguyên Sa (14) 67' | Sân vận động: Ninh Bình Lượng khán giả: 5,000 Trọng tài: Vũ Bảo Linh |  |

| 19 tháng 8 năm 2012 | Khatoco Khánh Hòa                               | 2 - 1 | Sông Lam Nghệ An            | Nha Trang, Khánh Hòa                                                            |  |
| 16:10               | Âu Văn Hoàn (2) 47' (O.g) · Lê Văn Tân (22) 69' |       | Dieng Cheikh Abass (23) 59' | Sân vận động: Nha Trang Lượng khán giả: 11,000 Trọng tài: Hoàng Phạm Công Khanh |  |

| 19 tháng 8 năm 2012 | Kienlongbank Kiên Giang | 2 - 0 | Navibank Sài Gòn                                    | Rạch Giá, Kiên Giang                                                       |  |
| 16:10               | Daal Dyron Rudolph (79) 61' · Oseni Bolaji (30) 70' · Nguyễn Vũ Dương (19) 63' · Phan Viết Đàn (13) 77' · Trần Văn Cường (10) 86' |       | Boussou Vincent (16) 37' · Đoàn Việt Cường (11) 45' | Sân vận động: Kiên Giang Lượng khán giả: 9,000 Trọng tài: Nguyễn Trọng Thư |  |

| 19 tháng 8 năm 2012 | Hà Nội | 5 - 0 | Vicem Hải Phòng                                     | Hà Nội                                                                        |  |
| 16:10               | Anjembe Tymothy (10) 20' 83' · Nguyễn Văn Vinh (13) 36' · Lê Công Vinh (9) 66' Phạm Thành Lương (11) 90+1' · Nguyễn Minh Phong (91) 55' |       | Đinh Tiến Thành (31) 17' · Nguyễn Minh Châu (6) 43' | Sân vận động: Hàng Đẫy Lượng khán giả: 7,000 Trọng tài: Bùi Thành Thanh Nghĩa |  |

| 19 tháng 8 năm 2012 | Sài Gòn              | 0 - 0 | Hà Nội T&T                                                                                               | Thành phố Hồ Chí Minh                                                      |  |
| 16:10               | Oloya Moses (10) 16' |       | Võ Duy Nam (7) 25' · Nguyễn Quốc Long (22) 55' · Phạm Ngọc Tú (16) 90+3' · Nguyễn Văn Quyết (10) 16' 89' | Sân vận động: Thống Nhất Lượng khán giả: 25,000 Trọng tài: Trần Trung Hiếu |  |